# Ossana
Ossana – miejscowość i gmina we Włoszech, w regionie Trydent-Górna Adyga, w prowincji Trydent. Składa się z trzech części (frazioni): Ossana, Fucine i Cusiano.
Według danych na koniec 2010 r. gminę zamieszkiwało 839 osób, 33,3 os./km².
Nad miejscowością górują: wieża warownego zamku św. Michała (z czasów Longobardów, pierwsze wzmianki pisane z 1191 r.) oraz kościoła św. Wigiliusza.